# 이명호 (1956년)
이명호(李明鎬, 1956년 6월 29일, 강원도 춘천시 ~ )은 대한민국의 제3·4·5·6대 서울특별시 강서구의원이었다.

## 학력
- 춘천농업고등학교
- 총회신학대학교 신학 학사
- 동국대학교 행정대학원 일반행정 2년 이수
- 중앙대학교 국제경영대학원 최고지도자 과정 1년 수료
- 초당대학교 컴퓨터과학 수료
- 한국방송통신대학교 법학 재학

## 경력
- 한국 b.b.s (국제불우청소년연맹) 지도위원
- 강서 모범청소년돕기 상임위원
- 강서 불우노인돕기 이사
- 재경 강원도 청년 향우회장
- 기독교 실업인 선교 조직국장
- 해방전우신문 상임위원
- ㈜대진실업 대표
- 민주정의당 중앙상무위원회 청년분과 위원
- 평화민주당 서울시당 강서구 갑 지구당 운영위원회 부의장
- 평화민주당 서울시당 강서구 갑 지구당 지방자치대책위원
- 자유민주총연맹 강서지회장
- 재향군인회 강서자문위원
- 발산국민학교 육상회 회장
- 연예인 새마을운동 강서지회장
- 평화통일문제연구소 자문위원
- (사)한국청년회의소 정책개발전문위원
- 마약퇴치 범국민운동 준비위원장
- 서울지구 청년회의소 사무처장
- 강서구 등촌동 동양국민학교 육상회장
- 세계일보 조사위원
- 민주자유당 중앙상무위원 청년분과위원회 자문위원
- 민주자유당 서울시지부 청년위원회 `93 부위원장
- 신한국당 청년연합중앙회 `96 중앙부위원장
- 신한국당 중앙상무위원회 청년분과 `97자문위원
- 신한국당 청년상공인 대책위원회 `97 대책단장
- 한나라당 청년분과위원회 `97 부위원장
- 한나라당 제15대 대통령 선거 대책위원회 `97 청년상공위원장
- 1999.11 ~ 2002.06 제3대 서울특별시 강서구의회 의원
- 1999.11 ~ 2000.07 제3대 서울특별시 강서구의회 전반기 시민건설위원회 위원
- 2000.07 ~ 2002.06 제3대 서울특별시 강서구의회 후반기시민건설위원회 위원
- 2000.07 ~ 2002.06 제3대 서울특별시 강서구의회 후반기 예산결산특별위원회 위원
- 2000.07 ~ 2001.07 제3대 서울특별시 강서구의회 후반기 예산결산특별위원회 간사
- 2001.07 ~ 2002.06 제3대 서울특별시 강서구의회 후반기 예산결산특별위원회 위원장
- 2000.07 ~ 2002.06 제3대 서울특별시 강서구의회 후반기 강서구의회 운영위원회 운영위원
- 2000.07 ~ 2002.06 제3대 서울특별시 강서구의회 후반기 강서구의회 복지건설위원회 간사
- 등촌3동 1.9 종합사회복지관 자문위원
- 등촌3동 주민자율방범대 고문
- 등촌3동 청소년지도위원회 고문
- 등촌3동 주민복지위원회 고문
- 등촌3동 자유총연맹위원회 위원장
- 1999 ~ 2002 한나라당 서울시당 강서구 을 지구당 부위원장
- 한나라당 서울시당 강서구 을 지구당 운영위원
- 한나라당 서울시당 강서구 을 지구당 등촌3동협의회 협의회장
- 한나라당 서울시당 강서구 을 디지털정당위원회 위원장
- 한나라당 중앙위원회 사회복지분과 부위원장
- 한나라당 중앙위원회 서울시당 연합회 부지회장
- 한나라당 중앙위원회 정치대학원 자문위원
- 한국보이스카우트 서울남부연맹 강서지구연합회 직선위원
- 현대종합개발공사 대표
- 한국청년회의소 서울지구 사무처장
- 강서·양천 환경운동연합 정책자문위원
- 강서구 재향군인회 자문위원
- 민주평화통일자문회의 자문위원
- 강서구지체 장애인협회 자문위원
- 강서구 올림픽체육센터 자문위원
- 강서구 교통유발부담금 경감위원회 위원
- 강서구 지방재정계획 심의위원회 위원
- 강서구 환경보존자문위원회 위원
- 2002.07 ~ 2006.06 제4대 서울특별시 강서구의회 의원
- 2002.07 ~ 2004.07 제4대 서울특별시 강서구의회 전반기 운영위원회 위원장
- 2002.07 ~ 2004.07 제4대 서울특별시 강서구의회 전반기 행정재무위원회 위원
- 2004.07 ~ 2006.06 제4대 서울특별시 강서구의회 후반기 운영위원회 위원
- 2004.07 ~ 2006.06 제4대 서울특별시 강서구의회 후반기 복지건설위원회 위원
- 2004.07 ~ 2006.06 제4대 서울특별시 강서구의회 후반기 예산결산특별위원회 위원장
- 2007.04 ~ 2010.06 제5대 서울특별시 강서구의회 의원
- 2007.04 ~ 2008.07 제5대 서울특별시 강서구의회 전반기 복지건설위원회 위원
- 2007.04 ~ 2008.07 제5대 서울특별시 강서구의회 전반기 예산결산특별위원회 위원
- 2008.07 ~ 2010.06 제5대 서울특별시 강서구의회 후반기 운영위원회 위원
- 2008.07 ~ 2010.06 제5대 서울특별시 강서구의회 후반기 복지건설위원회 위원
- 2008.07 ~ 2010.06 제5대 서울특별시 강서구의회 후반기 예산결산특별위원회 위원
- 2010.07 ~ 2014.06 제6대 서울특별시 강서구의회 의원
- 2010.07 ~ 2012.07 제6대 서울특별시 강서구의회 전반기 의장
- 2012.07 ~ 2014.06 제6대 서울특별시 강서구의회 후반기 행정재무위원회 위원
- 2012.07 ~ 2014.06 제6대 서울특별시 강서구의회 후반기 윤리특별위원회 위원장
- 2012.07 ~ 2014.06 제6대 서울특별시 강서구의회 후반기 예산결산특별위원회 위원
- 2013.04 ~ 2013.09 제6대 서울특별시 강서구의회 공공청사내단체입주실태조사특별위원회 위원

## 수상
- 동국대학교 2회 총장상
- 동국대학교 행정대학원 학원장 공로패
- 강서 경찰서장 3회 표창
- 서울시장 용감한 시민상 표창
- 바르게살기운동 국민대상 수상
- 서울시장 감사패
- 대통령 표창
- 한국평화복지 인물상 대상
- 행정자치부 장관 표창
- 환경부 장관 표창

## 역대 선거 결과
|  | 0% |

|  | 19.72% |

|  | 31.04% |

|  | 48.9% |

|  | 63.98% |

|  | 14.80% |

|  | 41.4% |

|  | 31.98% |

|  | 20.97% |

|  | 13.70% |

|  | 0.74% |

|  | 3.45% |

|  | 0% |